# Anadenobolus mertensi
Anadenobolus mertensi är en mångfotingart som först beskrevs av Kraus 1954.  Anadenobolus mertensi ingår i släktet Anadenobolus och familjen Rhinocricidae. Inga underarter finns listade i Catalogue of Life.